# Golden Axe III
Golden Axe III (яп. ゴールデンアックス III Го:рудэн Аккусу III) — заключительная часть из серии игр Golden Axe, выпущенная для приставки Sega Mega Drive 25 июня 1993 года. На картриджах игра выпускалась только в Японии, а в Северной Америке была доступна только через Sega Channel. В Европе игра не выходила ни в каком виде.
Впоследствии игра была переиздана для PlayStation 2 и PlayStation Portable в составе коллекции Sega Genesis Collection. Также игра была переиздана для Wii Virtual Console в Японии в 4 сентября 2007 года, и 5 октября 2007 года для PAL региона. Релиз для Virtual Console состоялся в Северной Америке 22 октября 2007 года. Также игра вошла в состав коллекции Sonic's Ultimate Genesis Collection для Xbox 360 и PlayStation 3. С 2010 года игра доступна в составе сборника SEGA Mega Drive and Genesis Classics для платформ Linux, macOS, Windows, с 2018 — PlayStation 4, Xbox One и Nintendo Switch.

## Описание

Битва с первым боссом последнего уровня игры Golden Axe III

Damud Hellbringer, Князь Тьмы, снова заполучил Золотую Секиру и проклял воинов. Одному из воинов удаётся избавиться от злых чар и он отправляется в дальний путь, чтобы освободить товарищей, победить злодея и вернуть Золотую Секиру.
Геймплей был несколько расширен и улучшен, но в целом напоминает геймплей предыдущих частей игры и также придерживается основных канонов жанра hack and slash. В игре появились новые персонажи, движения героев (спец-удары, совместная атака врагов и совместная магия) и развилки, на которых игрок сам может выбрать свой дальнейший путь.
Персонажами игры являются: гигант Proud Cragger (プラウド・クラッガー), человекоподобная пантера Chronos «Evil» Lait (クロノス・"イビル"・レート), фехтовальщик Kain Grinder (カイン・グリンダー), который заменил Ax Battler, и амазонка Sarah Barn (サラ・バーン), которая напоминает Tyris Flare. Gilius Thunderhead — единственный персонаж, который появляется из предыдущих версий игры, однако он сам не участвует в игровом процессе и появляется только в заставках к игре.

## Геймплей
В то время, как в предыдущих частях игры набор спец-приёмов, доступных игрокам был достаточно скудным, в Golden Axe III значительно был улучшен геймплей: появились новые виды атак, оборонительных и наступательных приёмов и блокировок. Помимо этого, есть уникальные особенности, присущие только определённым игрокам: Proud умеет наносить мощный удар в прыжке, а Chronos и Sarah совершать двойной прыжок и отпрыгивать от стен. В многопользовательском режиме игры также появилась возможность совершения комбинированных совместных атак. Также у всех персонажей есть супер-приём, позволяющий бросать оружие вдоль всей длины экрана (за исключением Chronos’a, который вместо этого совершает мощный неблокируемый удар в прыжке вдоль всего экрана).
Некоторые особенности, которые были удалены во второй версии игры, возвращены обратно в Golden Axe III:
Эльфы, которые крадут волшебные зелья и еду у игроков, возвращены обратно в игру вместо магов-врагов, встречающихся во второй части игры.
Дополнительные жизни могут быть получены при освобождении определённого количества пленников, встречающихся на уровнях игры. Пленники могут быть заключены в бочках, кристаллах или же охраняться стражниками.
Система использования магии была возвращена к оригинальной версии, в которой игрок не мог выбирать, какое количество магии использовать; во второй части игры была возможность выбора количества магии при совершении заклинания. С другой стороны, появилась возможность совершать совместные заклинания при игре двумя игроками. В любом случае, магия в Golden Axe III эффективнее, чем в двух предыдущих версиях игры, несмотря на то, что все персонажи одинаковы в плане максимального урона, наносимого при совершении заклинания.
Игроки могут сами выбирать свой собственный путь в игре, благодаря встречающимся развилкам. Некоторые пути проще в плане прохождения, но зато другие позволяют увидеть полную версию концовки игры.

## Производство

### Ограниченный выпуск
На картриджах игра выпускалась только в Японии. Американская версия игры была доступна только через Sega Channel. В Европе игра не вышла по неизвестным причинам.

### Враги
С использованием чит-кодов существует возможность выбирать для игры в качестве игрового персонажа любого из врагов, встречающихся в игре. Предполагалась ли такая возможность заранее, при разработке игры, до сих пор остаётся неясным.